# ZDF-Fernsehgarten
De ZDF-Fernsehgarten is een Duits amusementsprogramma van de televisiezender ZDF, dat in de zomermaanden live wordt uitgezonden vanaf het ZDF-uitzendingsterrein in Mainz-Lerchenberg. Jaarlijks worden er 16 tot 21 uitzendingen geproduceerd. De presentatie is in handen van Andrea Kiewel.

## Geschiedenis
De eerste ZDF-Fernsehgarten werd in juni 1986 uitgezonden vanuit het programma ZDF-Matinee en gepresenteerd door Ilona Christen, die in totaal 78 uitzendingen presenteerde. Christens handelsmerk waren tot aan het seizoen 1992 haar buitengewone brillen en een gele regenmantel.
In september 2006 werd tijdens de uitzending het 20-jarig jubileum gevierd. Tijdens het seizoen 2007 organiseerde de ZDF-Fernsehgarten in samenwerking met het tijdschrift Yam! voor de eerste keer een scholierentoernooi, dat tijdens deze periode een vast onderdeel van de uitzending was.
In juli 2012 verstoorden onbekenden het optreden van Roland Kaiser met hevige scheldwoorden. Twee weken later werden personen tijdens de uitzending gearresteerd, die andere gasten zouden hebben beledigd.
Aan het eind van 2013 werd op velerlei verzoek de uitbreiding van de ZDF-Fernsehgarten over het hele jaar besloten. Voor de nieuwe Fernsehgarten on Tour-edities werd seizoensgebonden de aftiteling inclusief de sfeer verhoudingsgewijs aangepast. Elk format had een eigen kleurcodering: lente = turkoois, zomer = appelgroen, herfst = oranje en winter = blauw. In juni 2014 werd de ZDF-Fernsehgarten opgenomen in het Guinness Book of Records als de langst lopende live-open-air-amusementsshow. De uitzending loopt sinds 30 jaar onafgebroken bij het ZDF.

## Presentatie
- Ilona Christen (1986–1992; 78 uitzendingen)
- Ramona Leiß (1993–1999; 102 uitzendingen)
- Andrea Kiewel (2000–2007)
- Dieter Thomas Heck (2001; een aflevering als vervanging voor Andrea Kiewel wegens zwangerschap)
- Rudi Cerne (2001; een aflevering als vervanging voor Andrea Kiewel wegens zwangerschap)
- Ernst-Marcus Thomas (2008; 20 uitzendingen)
- Andrea Kiewel (sinds 2009)
- Ingo Nommsen (vervanging op 12 en 19 augustus 2012)

## Co-presentatie
- Jürgen Hingsen (1989)
- Kai Böcking (1996)
- Heike Maurer (1997)
- Thomas Ohrner (2001)
- Cherno Jobatey (2001)
- Wolfgang Lippert (2001)
- Gregor Steinbrenner (2000–2004)
- Eberhard Gienger
- Erhard Keller